# バトラーの聖母
『バトラーの聖母』（バトラーのせいぼ、伊: Madonna Butler、英: Butler Madonna）、または『智天使と熾天使のいる聖母子』（ちてんしとしてんしのいるせいぼし、英: Madonna and Child with Cherubim and Seraphim）は、縦44.1センチ、横28.6センチの板上にテンペラで描かれた絵画である。初期イタリア・ルネサンスの巨匠アンドレア・マンテーニャに帰属され、1454-1460年ごろの制作とみなされる。聖母マリアの顔に施された粗雑すぎる修復を含め保存状態はよくなく、マンテーニャの真作として認めず、画家の原作にもとづいて追随者が制作したと提唱する研究者もいる。ロンドンの画商による売り立てで出現した1891年以前の来歴は知られていない。作品はチャールズ・バトラー (Charles Butler) 氏によって購入された後、マイケル・フリードサム (Michael Friedsam) 氏の所有を経て、1931年に氏の遺贈によりニューヨークのメトロポリタン美術館に収蔵された。
画家はドナテッロの彫刻の影響を受けて、聖母マリアの顔を幼子イエス・キリストのほうに傾けて表しているが、メトロポリタン美術館では、ドナテッロが1443年から1453年までパドヴァにいたことを考慮して、本作の制作年を1454年ごろとしている。一方、本作と『神殿奉献』 (ベルリン絵画館)  との比較により、制作はより遅い時代 (1460年ごろ) であるとする研究者もいる。
作品は、マンテーニャにより個人礼拝用に制作された一群の小品の聖母子画に属する。そうした小品の聖母子画には、『眠る幼子といる聖母』 (ベルリン絵画館) 、『ポルディ・ペッツォーリの聖母』 (ポルディ・ペッツォーリ美術館)、『ベルガモの聖母』 (アッカデミア・カッラーラ) などがある。なお、本作では、聖母子の周囲に青色で描かれた智天使 (右側) と赤色で描かれた熾天使 (左側) がいる。

## ギャラリー

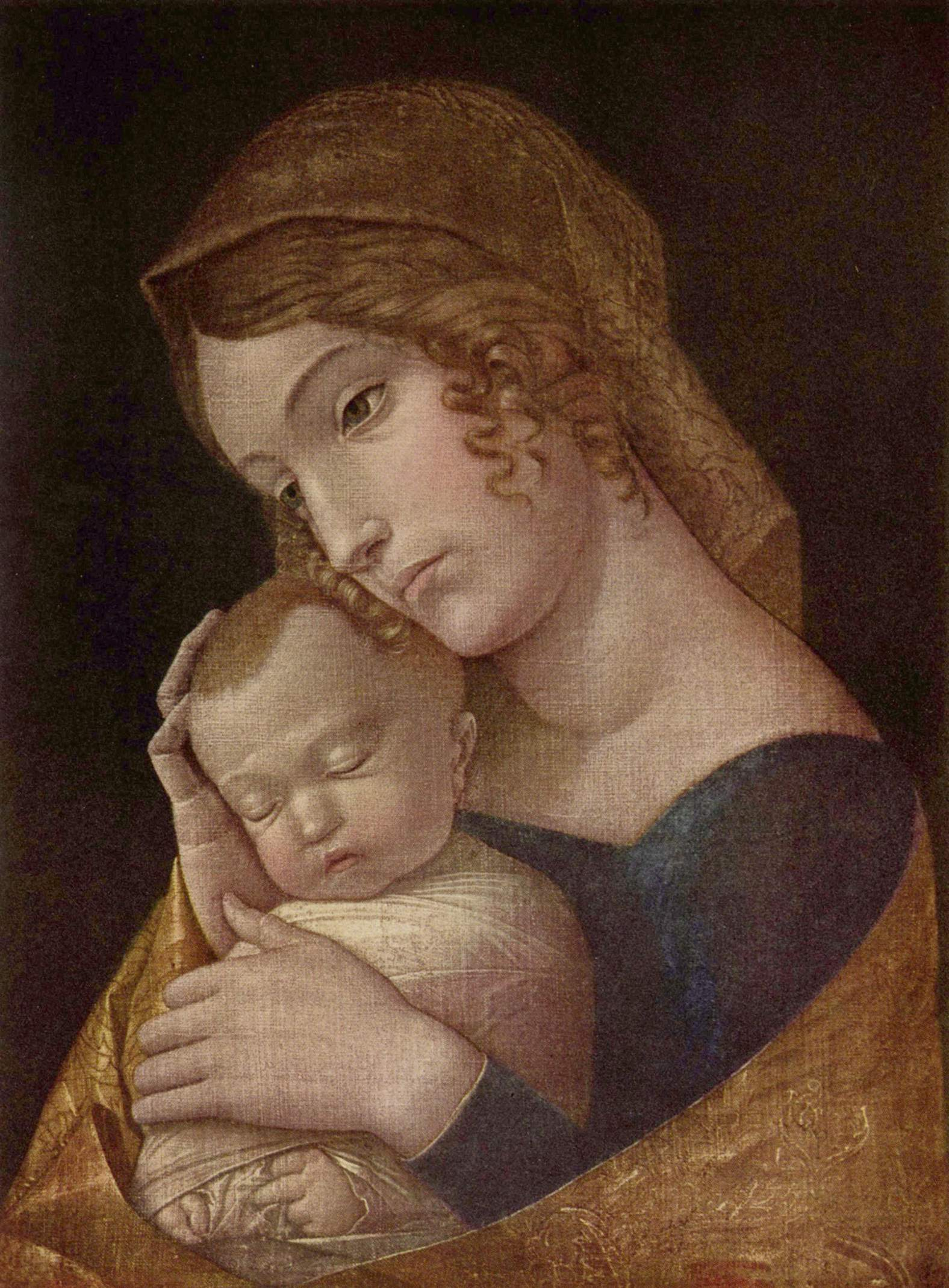
マンテーニャ『眠る幼子といる聖母』 (1465-1470年ごろ) 、ベルリン絵画館
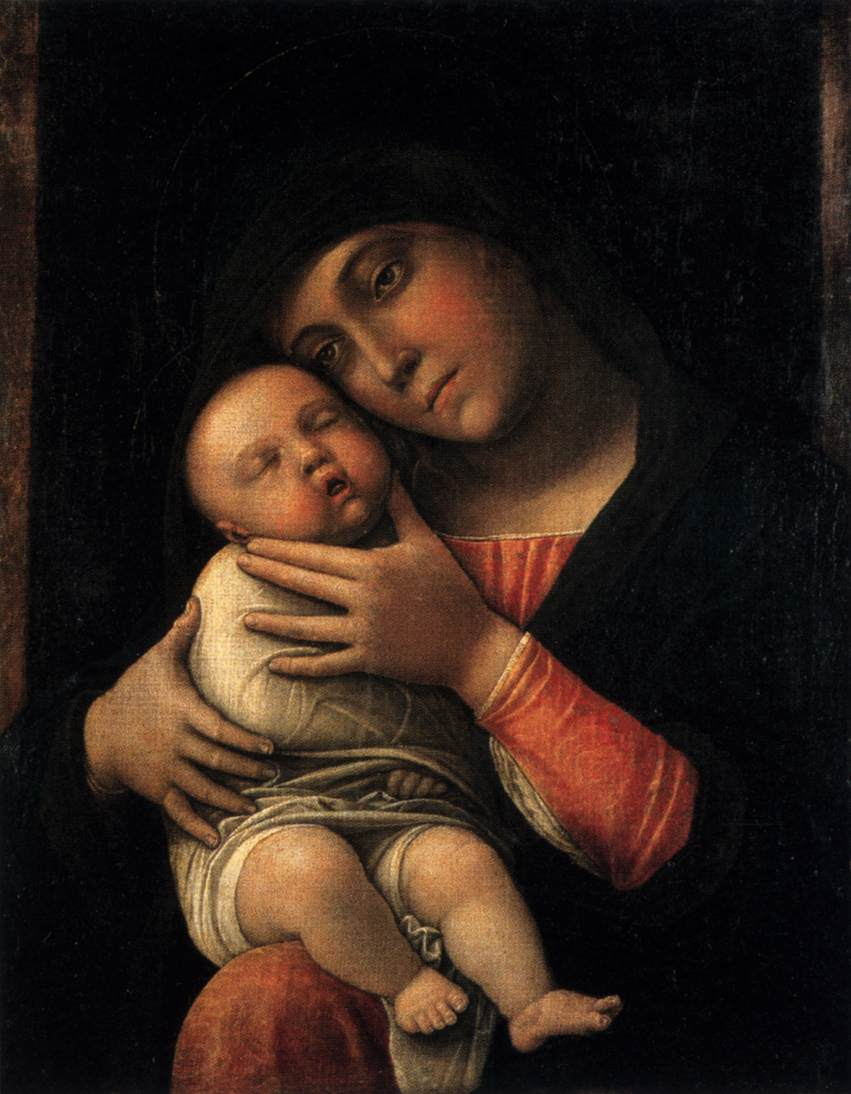
マンテーニャ『ポルディ・ペッツォーリの聖母（英語版）』 (1490-1500年) 、ポルディ・ペッツォーリ美術館
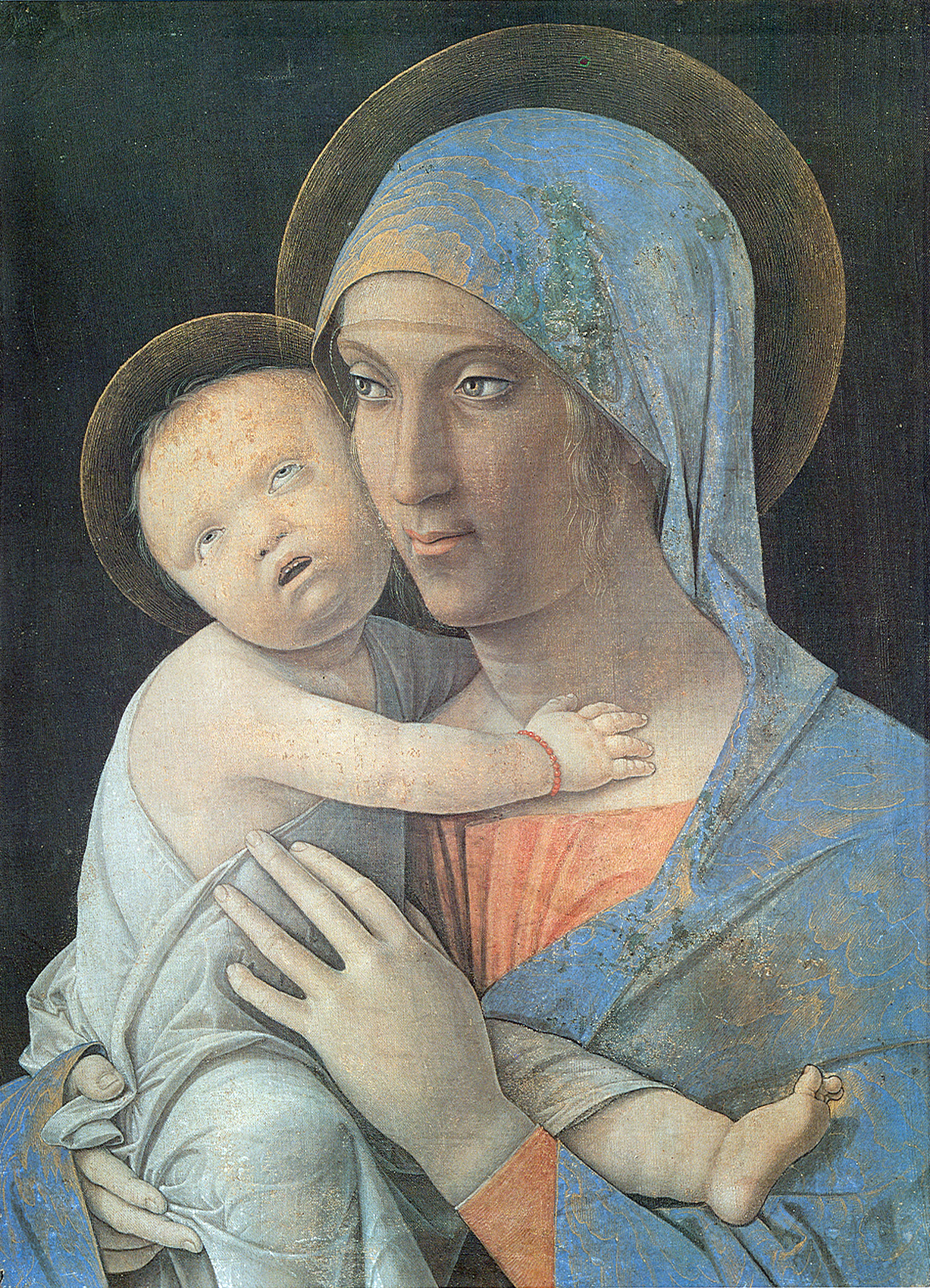
マンテーニャ『ベルガモの聖母（英語版）』 (1490-1500年) 、アッカデミア・カッラーラ